# هری هریس
هری هریس (انگلیسی: Harry Harris؛ ۸ سپتامبر ۱۹۲۲ – ۱۹ مارس ۲۰۰۹) کارگردان اهل ایالات متحده آمریکا بود.

او دانش‌آموختهٔ دانشگاه یوسی‌ال‌ای بود و در سن ۸۶ سالگی به دلیل ابتلا به سندرم میلودیسپلاستیک درگذشت.
از فیلم‌ها یا مجموعه‌های تلویزیونی که وی در آن‌ها نقش داشته است، می‌توان به دود اسلحه، گمشده در فضا، سرزمین غول‌پیکران و سواران کوچک اشاره نمود.
وی یک‌بار در سال ۱۹۸۲ میلادی برندهٔ جایزه امی شد و ۲ مرتبه دیگر هم نامزدِ دریافتِ آن بود.